# Jacques Verna
Jacques Emilien Verna (* 15. August 1922 in Paris; † 30. Januar 2011 in La Seyne-sur-Mer) war ein französischer Radrennfahrer und nationaler Meister im Radsport.

## Sportliche Laufbahn
Verna war im Bahnradsport aktiv. 1942 gewann er die nationale Meisterschaft im Sprint der Amateure vor Guy Claisy.
Das Critérium de France de vitesse gewann er 1940 und 1942. Weitere Siege in Sprintturnieren holte er im Prix Arthur Spencer 1939, im Prix Émile Diot 1942 und im Prix Pieter Moeskops 1944. 1942 wurde er Berufsfahrer.